# Raymond Rajaonarivelo
Raymond Rajaonarivelo é um cineasta malgaxe, nascido em 1952 em Antananarivo.

## Biografia
Rajaonarivelo nasceu em Antananarivo, onde fez o bacharelado antes de imigrar para a França, onde reside até hoje. Ele estudou cinema na Universidade de Montpellier e na Universidade de Paris. Embora viva nos arredores de Paris, ele retorna para Madagascar para suas filmagens.
Nos anos 1970 Rajaonarivelo filmou dois curtas em Madagascar. Seu longa de estreia, Tabataba (1988), conta a história de um vilarejo durante a Revolta Malgaxe de 1947. Foi o primeiro filme malgaxe exibido no Festival de Cinema de Cannes, onde o Prêmio de Audiência de 1988. Também ganhou o prêmio do Júri no Festival de Cinema de Taormina de 1989, e o prêmio de melhor longa no Festival de Cinema de Cartago de 1989.

## Filmografia
- Izaho Lokanga Ianao Valiha, 1974
- Tabataba, 1988
- Quand les etoiles rencontrent la mer, 1996
- (co-dirigido com César Paes) Mahaleo, 2004